# Vessigebro
Vessigebro är en tätort i Falkenbergs kommun och kyrkbyn i Vessige socken i Hallands län.

## Befolkningsutveckling
| Befolkningsutvecklingen i Vessigebro 1960–2020 | Befolkningsutvecklingen i Vessigebro 1960–2020 | Befolkningsutvecklingen i Vessigebro 1960–2020 | Befolkningsutvecklingen i Vessigebro 1960–2020 | Befolkningsutvecklingen i Vessigebro 1960–2020 |
| ---------------------------------------------- | ---------------------------------------------- | ---------------------------------------------- | ---------------------------------------------- | ---------------------------------------------- |
|                                                |                                                |                                                |                                                |                                                |
| År                                             |                                                |                                                | Folkmängd                                      | Areal (ha)                                     |
| 1960                                           | 1960                                           |                                                | 608                                            |                                                |
| 1965                                           | 1965                                           |                                                | 579                                            |                                                |
| 1970                                           | 1970                                           |                                                | 628                                            |                                                |
| 1975                                           | 1975                                           |                                                | 686                                            |                                                |
| 1980                                           | 1980                                           |                                                | 686                                            |                                                |
| 1990                                           | 1990                                           |                                                | 749                                            | 102                                            |
| 1995                                           | 1995                                           |                                                | 738                                            | 103                                            |
| 2000                                           | 2000                                           |                                                | 730                                            | 103                                            |
| 2005                                           | 2005                                           |                                                | 774                                            | 103                                            |
| 2010                                           | 2010                                           |                                                | 740                                            | 103                                            |
| 2015                                           | 2015                                           |                                                | 773                                            | 106                                            |
| 2020                                           | 2020                                           |                                                | 836                                            | 128                                            |
|                                                |                                                |                                                |                                                |                                                |

## Samhället
I Vessigebro ligger bland annat Vessige kyrka, en skola, ett daghem, en idrottsplats (Brovallen), en brandstation, ett ålderdomshem och en affär.
Ätran flyter genom orten. Innan det fanns någon bro över Ätran hette samhället Vessigevad, och platsen fungerade då som vadställe med färjeförbindelse i nuvarande Pråmvägens förlängning. Nuvarande bro som byggdes 2010 ersatte bron som byggdes 1939 och blev byggd på exakt samma ställe. Under 2010 när den nya bron byggdes fanns samtidigt en provisorisk bro uppströms. Söder om befintlig bro finns resterna av den riktigt gamla bron kvar och den fick finnas kvar fram till 1951 som gång- och cykelbro innan den revs.
Något öster om Vessigebro ligger Sjönevad där Sjönevads marknad arrangeras varje år i augusti. Lämningar efter borgen Sjönevadsborg finns kvar på en ö i Sjönevadssjön.
Något väster om samhället ligger Larsagården, som är en kringbyggd hallandsgård där de äldsta delarna är från mitten av 1700-talet. Gården låg ursprungligen i Köinge, men flyttades 1958 till Vessigebro.
I närheten av Larsagården ligger Katrinebergs folkhögskola.
Den lokala butiken, Ica Nära Vessige, inhyste fram till 2019 sparbanken i samma byggnad. Efter att bankkontoret lagts ner byggdes butiken ut och tog över bankens tidigare lokal.

### Bankväsende
Från 1866 fanns i Vessige socken en bankrörelse kallad Vessige sparbank. Namnet till trots uppfyllde den inte samtidens definition på en sparbank. Enligt Kunglig Majestäts befallningshavande var bankrörelsen "att anse mera såsom en bankir- än såsom en sparbanksrörelse". Den riktade sig i hög grad till närliggande Falkenberg. Den ombildades 1878 till Mellersta Hallands folkbank, med avdelningskontor i Falkenberg. Den 19 april 1895 flyttade även huvudkontoret till Falkenberg.
Den 2 april 1917 öppnade den nygrundade Hallands lantmannabank ett kontor i Vessigebro. Hallands lantmannabank övertogs år 1924 av Nordiska Handelsbanken. Dess efterträdare Göteborgs handelsbank överlät under 1926 kontoret i Vessigebro till Göteborgs bank. Göteborgs bank drog nästan omedelbart in kontoret i Vessigebro, den 15 december 1926, varefter orten åter saknade bankkontor.
År 1960 öppnade Falkenbergs sparbank ett kontor i Vessigebro. Orten hade även Föreningsbankskontor. Sparbanken tog över Föreningsbankens rörelse mot 1990-talets slut. År 2019 stängde Falkenbergs sparbank kontoret i Vessigebro.

## Kommunikationer
Länsväg N700 går från Falkenberg över Vessigebro och Sjönevad samt vidare mot Drängsered och Kinnared. Länsväg N714 förbinder orten med Askome och Okome, länsväg N708 går till Årstad, länsväg N709 går till länsväg N710, länsväg N712 går till Höstena. Länväg N705 går mellan Alfshög och Ljungby.
Under åren 1894–1961 fanns det en järnvägsstation i Vessigebro, vid den smalspåriga Falkenbergs Järnväg som sedan revs.

## Idrott
Fotboll, innebandy, gymnastik och golf är de största sporterna. Ortens största föreningar är Vessigebro BK, Vessigebro GF och Flädje GK.

## Kända Vessigebroare
- Niclas Alexandersson (1971-), fotbollsspelare
- Grethe Bartram alias Maren Margrethe Thomsen (1924-2017), sista dödsdömda kvinnan i Danmark.
- August Bondeson (1854-1906), författare
- Ingrid Hansson, friidrottare som deltog vid första EM i friidrott för damer
- Emmi Christensson, Musikalartist